# Haravattnet
Haravattnet är en sjö i Krokoms kommun i Jämtland och ingår i Indalsälvens huvudavrinningsområde. Sjön har en area på 0,121 kvadratkilometer och ligger 637,5 meter över havet. Haravattnet ligger i Gråberget-Hotagsfjällen Natura 2000-område. Sjön avvattnas av vattendraget Lakavattsån (Haraån).

## Delavrinningsområde
Haravattnet ingår i det delavrinningsområde (710362-144683) som SMHI kallar för Ovan None. Medelhöjden är 701 meter över havet och ytan är 44,02 kvadratkilometer. Räknas de 3 avrinningsområdena uppströms in blir den ackumulerade arean 62,75 kvadratkilometer. Lakavattsån (Haraån) som avvattnar avrinningsområdet har biflödesordning 3, vilket innebär att vattnet flödar genom totalt 3 vattendrag innan det når havet efter 274 kilometer. Avrinningsområdet består mestadels av skog (73 procent) och kalfjäll (15 procent). Avrinningsområdet har 0,77 kvadratkilometer vattenytor vilket ger det en sjöprocent på 1,7 procent.